# جلول عياد
جلول عياد هو وزير المالية في حكومة الباجي قائد السبسي من 27 جانفي 2011 إلى 24 ديسمبر 2011.

## السيرة الذاتية
ولد جلول عياد يوم 6 فيفري 1951 بخنيس من معتمدية المنستير.
تحصل سنة 1977 على ديبلوم في الاقتصاد من كلية الحقوق والعلوم الاقتصادية بتونس وعلى الماجستير في الاقتصاد من جامعة ماريلاند بأمريكا سنة 1979. سنة 1980 التحق بسيتي بنك حيث تولى مهمة الإدارة العامة لفرع البنك بتونس وإدارة عمليات البنك بكل من الجزائر وليبيا ثم عين سنة 1987 نائب رئيس سيتي كور المؤسسة الأم لسيتي بنك.
وواصل مسيرته المهنية على الصعيد الدولي في عديد المؤسسات المالية المعروفة مثل الكوربوريت بنك بالإمارات العربية المتحدة وسيتي بنك المغرب بالدار البيضاء والبنك المغربي للتجارة الخارجية.
وتولى سنة 2006 تأسيس شركة اكسيس كابيتال تونس المتخصص في التصرف في الأصول والوساطة بالبورصة والاستشارة المالية.
وشغل منصب نائب رئيس فرع البنك المغربي للتجارة الخارجية بلندن التي تعتبر مرجعا حول الأسواق المالية الدولية بالنسبة للحرفاء الأفارقة.

## الحياة الشخصية
متزوج وأب لثلاثة أطفال.